# صالح بن علی
صالح بن علی (انگلیسی: Salih ibn Ali؛ ۷۱۱ – ۷۶۹) فرمانروای مصر در دوران خلافت عباسی بود.